# Sofia Helin
Sofia Margareta Götschenhjelm Helin (Örebro; 25 de abril de 1972) es una actriz sueca conocida por su nominación en los premios Guldbagge por su papel en Dalecarlians (Masjävlar) y por su interpretación del papel de Saga Norén en la serie sueco-danesa El puente.

## Biografía
Sofia Helin nació en Hovsta en Närke, Örebro. Se graduó en la Academia de Teatro de Estocolmo en 2001. Entre 1994-1996 asistió a la escuela de teatro Calle Flygares.
Actualmente vive en Estocolmo y está casada con el actor sueco Daniel Götschenhjelm. Tiene un hijo y una hija. Durante su formación como actriz sufrió un grave accidente de bicicleta del que le quedaron cicatrices permanentes en la cara.

## Carrera
Ha aparecido en varias películas, entre ellas At Point Blank (Rånarna), donde encarnó el papel principal de la inspectora jefe Klara. En 2004, tuvo otro papel principal como Mia en Masjävlar. Fue gracias a esa película que se dio a conocer. En 2007, obtuvo un papel importante como Cecilia Algottsdotter en The Knight Templar (Crusades trilogy) de Jan Guillou sobre Arn Magnusson.
Desde 2012 se ha hecho más famosa fuera de Suecia por su papel en el drama policial The Bridge, en el que interpreta el papel principal de Saga Norén, detective de homicidios de Malmö. En el Reino Unido la serie alcanzó más de un millón de espectadores por episodio. En 2017 apareció en la película The Snowman, donde compartió créditos con los actores Michael Fassbender, Rebecca Ferguson, J.K. Simmons, James D'Arcy y Toby Jones.

## Filmografía
- Rederiet (1997)
- Tusenbröder (2002)
- Beck – Sista vittnet (2002)
- At Point Blank (2003)
- Four Shades of Brown (2004)
- Dalecarlians (Masjävlar) (2004)
- Blodsbröder (2005)
- Nina Frisk (2007)
- Arn – The Knight Templar (2007)
- Arn – The Kingdom at Road's End (2008)
- Metropia (2009)
- El puente[7] (2011)
- La leyenda de Ragnarok (2013)
- The Snowman (2017)
- That Good Night (2017)